# Instituto Camões

Logo des Instituto Camões

Das Instituto Camões ist das portugiesische Kulturinstitut, das zur Förderung der portugiesischen Sprache und Kultur gegründet wurde und Filialen auf allen Kontinenten unterhält. Der Name ist eine Hommage an den portugiesischen Nationaldichter Luís de Camões (1524/25–1579/80).

## Geschichte
Das Instituto Camões wurde 1992 als Nachfolgeinstitution des Instituto da Cultura e Língua Portuguesa gegründet.
Es untersteht dem portugiesischen Außenministerium, das für die auswärtige Kulturpolitik Portugals zuständig ist. Das Instituto Camões unterhält in über dreißig Ländern sowohl sogenannte Centros de Língua Portuguesa (portugiesische Sprachzentren), als auch Centros culturais portugueses (portugiesische Kulturzentren). In den Sprachzentren werden Sprachkurse zum Erlernen der portugiesischen Sprache angeboten, während die Kulturzentren das Ziel verfolgen, die portugiesische Kultur im Ausland zu vermitteln.

## Nationale Kulturinstitute in der Europäischen Union
Das Institut entspricht mit seiner Konzeption dem deutschen Goethe-Institut, dem britischen British Council, der französischen Alliance Française, dem spanischen Instituto Cervantes und den italienischen Istituti Italiani di Cultura. Alle diese nationalen Kulturinstitute sind in der EUNIC (European Union National Institutes for Culture) zusammengeschlossen.

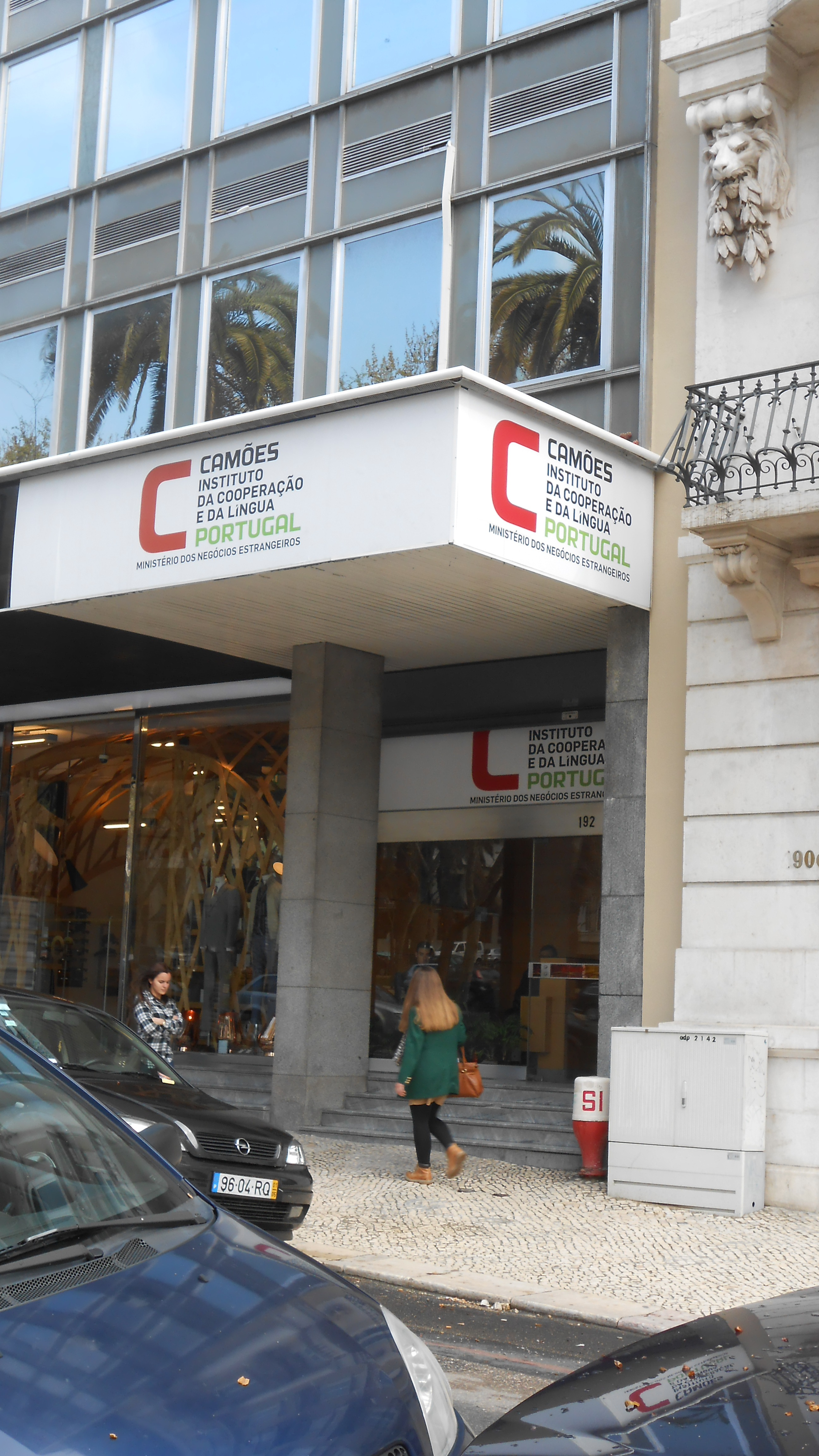
Eingang des Instituto Camões an der Avenida da Liberdade in Lissabon

## Centros de Língua Portuguesa
Die portugiesischen Sprachinstitute (CLP) bieten Sprachkurse an und arbeiten in der Bildungskooperation. In folgenden Städten gibt es solche Sprachinstitute:
- Angola: Benguela und Lubango
- Argentinien: Buenos Aires
- Belgien: Antwerpen
- Deutschland: Hamburg
- Estland: Tallinn
- Frankreich: Lille, Lyon und Poitiers
- Großbritannien: Newcastle, Oxford, Leeds und Edinburgh
- Guinea-Bissau: Bissau
- Indien: Goa
- Indonesien: Jakarta (Instituto Português do Oriente)
- Kap Verde: Praia
- Macau: Macau
- Mexiko: Mexiko-Stadt
- Moldawien: Chișinău
- Mosambik: Beira, Maputo und Nampula
- Namibia: Windhoek
- Österreich: Wien, Graz
- Osttimor: Dili
- Polen: Lublin
- Rumänien: Bukarest, Constanța
- São Tomé und Príncipe: São Tomé
- Senegal: Dakar und Ziguinchor
- Spanien: Barcelona, Cáceres und Vigo
- Südafrika: Johannesburg
- Südkorea: Pusan (Instituto Português do Oriente)
- Tschechische Republik: Prag
- Tunesien: Tunis
- Ungarn: Budapest
- USA: Newark

## Centros culturais portugueses
Das Ziel der portugiesischen Kulturzentren ist die Förderung der kulturellen Beziehungen mit Portugal, insbesondere in den Ländern, die eine historische Verbindung zu Portugal haben. In folgenden Städten gibt es solche Kulturinstitute:
- Angola: Luanda
- Brasilien: Brasília, São Paulo
- China: Peking
- Frankreich: Paris
- Guinea-Bissau: Bissau
- Indien: Neu-Delhi
- Japan: Tokio
- Kap Verde: Praia, Mindelo
- Luxemburg: Luxemburg (Stadt)
- Marokko: Rabat, Casablanca
- Monaco: Monaco-Ville
- Mosambik: Maputo, Beira
- Osttimor: Dili
- São Tomé und Príncipe: São Tomé, Príncipe
- Thailand: Bangkok

Daneben bestehen Ableger-Institute in Berlin, Brüssel und Vigo (Spanien).